# 谢米戈罗德尼亚农村居民点
谢米戈罗德尼亚农村居民点（俄语：Сельское поселение Семигороднее）是俄罗斯联邦沃洛格达州哈罗夫斯克区所属的一个农村居民点。其下辖有6个居民点，行政中心为谢米戈罗德尼亚。据2015年统计，该农村居民点的人口为1361人。